# Ҽ
Ҽ, ҽ е буква от кирилицата. Използва се в абхазкия език, където обозначава беззвучна ретрофлексна преградно-проходна съгласна /ʈ͡ʂ/, чието приблизително съответствие е българското ч. Въведена е от Пьотър Услар през 1862 година, когато излиза неговата монография „Абхазский язык“, но при препечатването на монографията му през 1887 година типографът М. Завадский променя формата ѝ на Ꚇ като наподобява удвоено кирилско Ч. По-късно буквата в печатния ѝ вариант се връща в първоначалната си ръкописна форма, създадена от езиковеда Услар.